# Croisaphuill-Formation
Die Croisaphuill-Formation ist eine geologische Formation des Hebriden-Terrans, die während des Ordoviziums entlang der Nordwestküste Schottlands abgelagert wurde. Sie gehört zur Durness Group.

## Etymologie

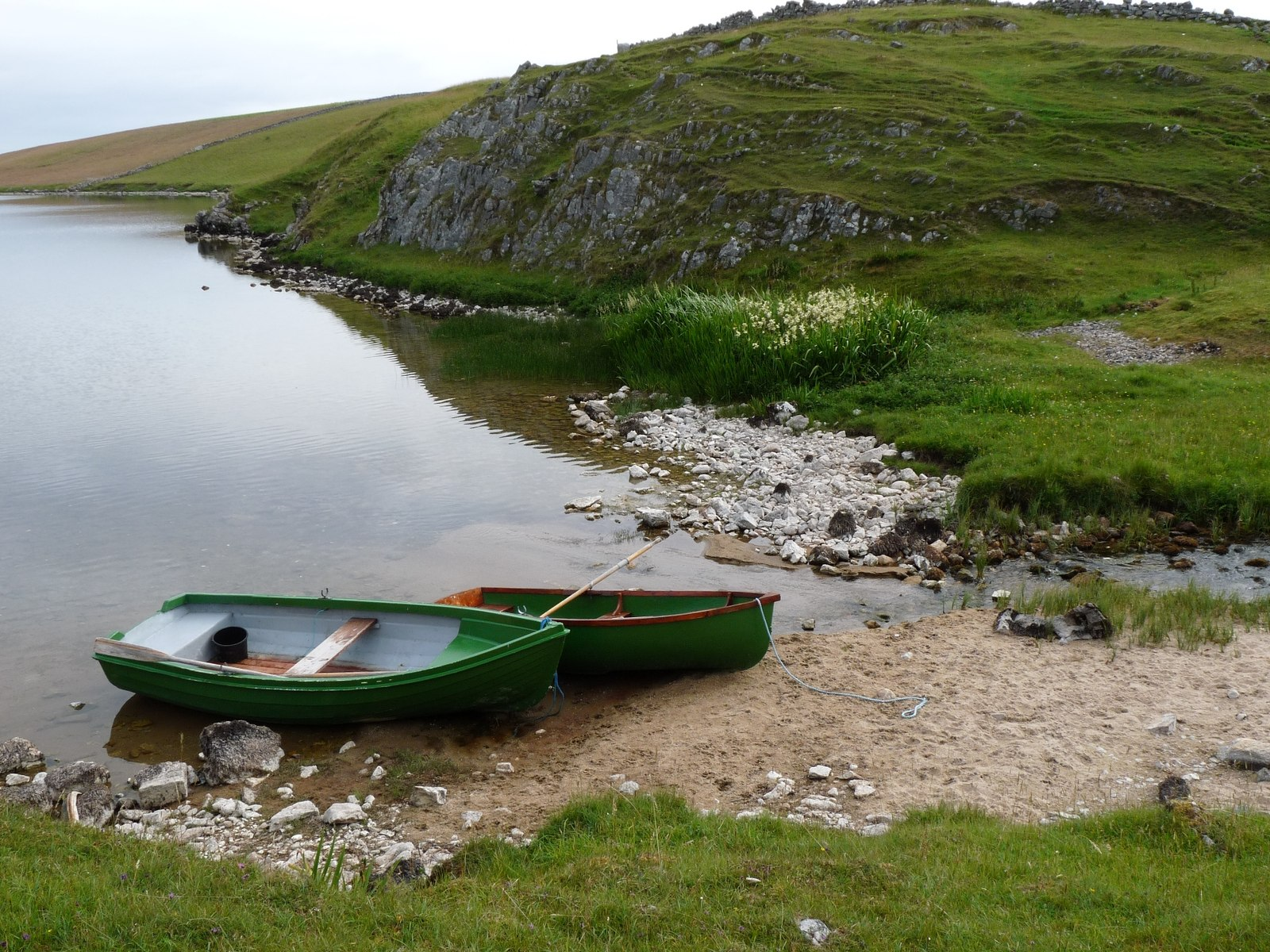
Die Croisaphuill-Formation am Südostende des Loch Croispols

Der Name der Formation ist vom Loch Croisaphuill (jetzt Loch Croispol) abgeleitet. Das Schottisch-Gälische weibliche Substantiv crois trägt die Bedeutung Kreuz oder Kreuzung, im übertragenen Sinne auch Leiden, Prüfung, Einschränkung. Phuill ist die lenisierte Form von puill, das seinerseits den Genitiv oder den Plural des maskulinen Substantivs poll darstellt – mit der Bedeutung Schlamm, Tümpel, Weiher, kleiner See, Sumpf, Pfuhl. Croisaphuill oder Croispol ist somit das Kreuz des sumpfigen Sees oder auch die Kreuzung am Pfuhl. Es wird vermutet, dass der Name sich auch an das Altnorwegische anlehnt.

## Geographie
Die Croisaphuill-Formation erscheint einen halben Kilometer weiter westlich von Durness in einem knapp einen Kilometer breiten Band, das Nordnordost-Südsüdost ausgerichtet ist und im Süden bis an den Kyle of Durness heranreicht. Das Typusprofil der Formation befindet sich etwas östlich vom Loch Borralie.

## Geschichtliches
Charles Lapworth hatte bereits im Jahr 1883 die Formation angesprochen, aber noch nicht ausdrücklich definiert. Auch Benjamin Neeve Peach und John Horne bearbeiteten sie im darauffolgenden Jahr. Im Jahr 1907 wurde sie dann von Peach und Kollegen als Formation VI bezeichnet und ausführlicher beschrieben.

## Stratigraphie
Die ordovizische Croisaphuill-Formation ist die sechste Formation der Durness-Group. Sie wird an der Typlokalität minimal 350 Meter mächtig, es werden aber auch 360 bis 430 Meter angegeben. Der Kontakt zur unterlagernden Balnakeil-Formation ist scharf und konkordant und wird von kristallinem Kalzit begleitet, jedoch ist die Untergrenze zur vorangegangenen Formation oft nicht aufgeschlossen. Die Formation wird ihrerseits von der Durine-Formation graduell und konkordant überlagert.
Die Croisaphuill-Formation wird in ein Unteres und ein Oberes Member unterteilt – das Untere Member ist 135 Meter mächtig, das Obere Member 215 Meter.

### Sequenzstratigraphie
Die Croisaphuill-Formation liegt vollständig in der Supersequenz Scottish Laurentian Margin IV (SLM IV) bzw. in der Supersequenz Sauk IIID. Zu Beginn des Unteren Members wird die maximale Hauptflutung erreicht (engl. Maximum Flooding Zone oder abgekürzt MFZ). Der Hochstand-Systemtrakt (engl. Highstand Systems Tract oder HST) registriert dann im Hangenden des Oberen Members.
Die MFZ befindet sich im Unteren Member 26 Meter über Formationsbeginn und wird durch eine aggradierende Abfolge dickbankiger, fleckig durchwühlter, dolomitischer Kalke repräsentiert. Chert tritt hier sehr konzentriert auf und geht möglicherweise auf eine Anhäufung von Schwammnadeln oder auch Radiolarien zurück, welche den Wendepunkt der Meeresspiegelkurve unterstreichen. Darüber setzt sich dann die Sedimentation mit dickbankigen, dolomitischen Fleckenkalken fort, welche recht seltene bioklastische Wackestones mit Peloiden führen.
Die oberen 215 Meter der Croisaphuill-Formation stehen dann stellvertretend für den späten HST. Die abgelagerten Sedimente geben ein progressives Verflachen zu erkennen und ein Auffüllen des vorhandenen Akkomodationsraums.

### Parasequenzen
Eine Zyklizität in Form von ins Hangende sich verflachenden Parasequenzen macht sich erst im oberen Drittel der Formation bemerkbar. Die Parasequenzen werden gewöhnlich von peritidalen Laminiten abgedeckt. Sie enthalten an manchen Stellen Evaporitpseudomorphosen und ihr interner Dolomitgehalt wächst sequenzintern an. Das Hangende der Formation ist nur schlecht aufgeschlossen, so dass hier keine Aussagen über eventuelle Parasequenzen getroffen werden können. Ganz allgemein ist für die Croisaphuill-Formation im Fischer-Diagramm (engl. Fischer plot) eine leichte Abnahme der Zyklenstärken der jeweiligen Parasequenzen zu erkennen.
In der unteren Croisaphuill-Formation gibt es aufgrund der dicken, subtidalen, durchwühlten Fleckenkalkfazies nur wenig Anzeichen für Zyklizität. Im oberen Abschnitt treten jedoch Zyklen allmählich in den Vordergrund. So finden sich zwischen 145 und 208 Meter oberhalb der Liegendgrenze insgesamt 27 Parasequenzen, die vorwiegend subtidalen Bedingungen entsprechen, dennoch sind auch 3 peritidale Parasequenzen mit vorrangig peloidischem Grainstone darunter. Letztere sind aber nicht gut aufgeschlossen und teils stark tektonisch zerrüttet, es lässt sich bei ihnen aber dennoch eine Dreiteilung beobachten – in einen 20 Zentimeter dicken, dunkelgrauen, peloidischen Grainstone an der Basis, gefolgt von dolomitischen Fleckenkalken, die ihrerseits wiederum von hellgrauen, feinkörnigen, parallel-geschichteten Dolomiten abgedeckt werden.

## Lithologie
Das untere Member bildet entlang der südöstlichen Balnakeil Bay eine Steilküste und besteht aus aphanitischen, purpurgrauen, von vielen Wurmbauten stark gescheckten, dolomitischen Fleckenkalken. Das obere Member unterscheidet sich durch einen größeren Anteil von Dolostones. Auf verschiedenen Niveaus treten bis zu 3 Meter mächtige, hellgraue, strukturlose dolomitische Kalklagen auf, gleichzeitig halten jedoch die von Wurmbauten gescheckten dolomitischen Fleckenkalklagen weiterhin aus.

### Fazies
Faziell ist die Croisaphuil-Formation vorwiegend dem Subtidal zuzurechnen, belegt durch die dolomitisierten Wurmbauten, durch Muschelschalen und Crinoidensegmente. Das obere Member kann bereits als Intertidal angesehen werden, erkennbar an zunehmend wechsellagerndem Dolomit und welliger Laminierung (Wellenrippel). Die zahlreichen Wurmbauten – stark konzentriert im unteren Member – deuten auf ein sehr nährstoffreiches Substrat, die querschlagenden Fluchtgänge der Bauten indizieren starken Sedimenteintrag.
Die generellen Ablagerungsbedingungen verweisen auf den Raum außerhalb mariner Sandbänke (engl. shoals) in Richtung offener Schelf.

### Lithofazies
In der Croisaphuill-Formation lassen sich folgende Lithofazies unterscheiden:
- Durchwühlter Mudstone/Wackestone – Subtidal
- Bioklastische Wackestones und Packstones – Subtidal
- Bänderkarbonate – Mittleres bis Oberes Subtidal
- Peloidischer Grainstone – Mittleres Subtidal bis Unteres Supratidal
- Rippel-laminierte Karbonate – Oberes Subtidal bis Unteres Supratidal.

## Fossilien

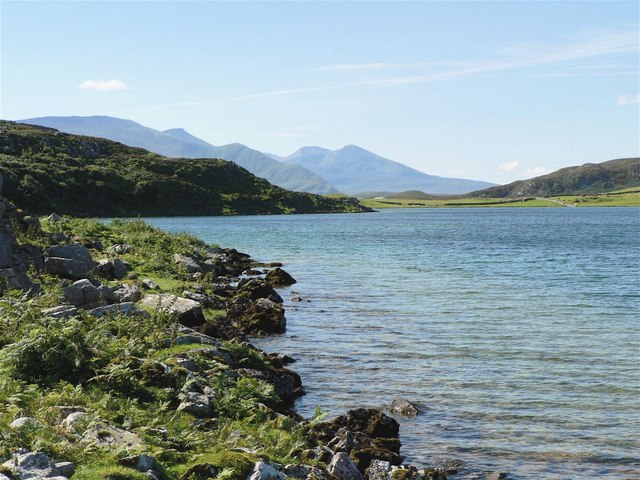
Der Loch Borralie. Blick nach Südsüdwest über Ben Spionaidh und Cranstackie zum Foinaven. Die Steilküste entlang der Ostseite des Sees wird von der Croisaphuill-Formation aufgebaut.

Fossilien werden gewöhnlich in den untersten 30 Metern in braunschwarzen Cherts angetroffen – darunter Schnabelschaler (Rostroconchia), sowie Brachiopoden, Cephalopoden, Gastropoden, Ostrakoden, Schwämme und Trilobiten. Auch Conodonten wurden aufgefunden – im Hangenden des Unteren Members und im Oberen Member. Meistens sind die Fossilien schlecht erhalten, einige werden durch Dolomit substituiert, die meisten jedoch durch Chert (so genannter Beekit).

### Cephalopoden
Die Cephalopoden sind recht zahlreich vertreten mit den Taxa Allopiloceras bealachense, Aphetoceras sp., Apocrinoceras sp., Augeoceras gracile, Bisonoceras hornei, Buttsoceras sp., Cassinoceras wortheni, Clitendoceras sp., Endocerida, Estonioceratidae, Expandocassinoceras grande, Pionoceras peachi, Platysiphon sp., Proterocameroceras baculoides, Proterocameroceras durinum, Protocycloceras sp., Rhabdiferoceras pertinens, Stenosiphon sp., Tarphyceras sp. und Tarphycerida.

### Conodontenzonen
Innerhalb der Croisaphuill-Formation treten folgende Conodontenzonen auf (vom Hangenden zum Liegenden):
- Tripodus-laevis-Zone
- Reutterodus-andinus-Zone
- Oepikodus-communis-Zone
- Acodus-deltatus-/Oneotodus-costatus-Zone.

Die 88 Meter mächtige Acodus-deltatus-/Oneotodus-costatus-Zone erstreckt sich 8,5 Meter in die Untere Croisaphuill-Formation. Sie enthält das namensgebende Taxon Acodus deltatus, ferner Aloxoconus staufferi, Drepanodus? concavus, Fahraeosodus marathonensis, Parapanderodus striatus und Ulrichodina abnormalis.
In der Oepikodus-communis-Zone treten neben Durchläufern eine Vielzahl neuer Taxa auf. Die Oepikodus-communis-Zone ist 41,5 Meter mächtig und endet somit 50 Meter oberhalb der Liegendgrenze. In ihr wird der Gipfel der Artenvielfalt erzielt und ihr Einsetzen korreliert mit der Maximalflutung. Es erscheinen neben Oepikodus communis die Taxa Aloxoconus sp. A Smith, Aloxoconus sp. nov., Cristodus loxoides, Diaphorodus delicatus, Diaphorodus? russoi, Drepanoistodus angulensis, Drepanoistodus sp. nov. A, Drepanoistodus sp. nov. B, Drepanoistodus sp. nov. C, Drepanoistodus sp. nov. D, Drepanoistodus suberectus, Eoserratognathus guyi, Eucharodus toomeyi, Eucharodus xyron, Fahraeosodus marathonensis, Oelandodus costatus, Oneotodus costatus, Oneotodus sp. A Smith, Oneotodus sp. nov. B, Paraserratognathus abruptus, Paraserratognathus pygmaeus, Protoprioniodus simplicissimus, Pteracontiodus bransoni, Scandodus ethingtoni, Scolopodus emarginatus, Scolopodus filosus, Semiacontiodus? sp. nov. Albanesi & Vaccari, Toxotodus cariae, Tropodus comptus, und Ulrichodina subrex.
Die Reutterodus-andinus-Zone umfasst 77 Meter im Unteren Member und 170 Meter im Oberen Member. Erstmals erscheinen (engl. First Appearance Datum oder FAD) neben dem recht seltenen ?Reutterodus andinus folgende Taxa, die sie charakterisieren: Juanognathus sp. A sensu Smith, Juanognathus variabilis, Polonodus corbatoi, Protopanderodus gradatus und Scolopodus cornutiformis Branson & Mehl. Weitere Conodonten in dieser Zone sind die seltenen Bergstroemognathus extensus und Oistodus ectyphus sowie die Durchläufer Acodus deltatus, Aloxoconus sp. A Smith, Aloxoconus staufferi, Cristodus loxoides, Diaphorodus delicatus, Drepanodus concavus, Drepanoistodus aff. forceps, Drepanoistodus angulensis, Oepikodus communis, Oneotodus costatus, Paraponderodus striatus, Paraserratognathus abruptus, Paraserratognathus pygmaeus, Protoprioniodus simplicissimus, Scandodus ethingtoni, Scolopodus emarginatus, Scolopodus filosus, Tropodus comptus und Ulrichodina abnormalis.
Die letzten 45 Meter der Croisaphuill-Formation werden von der Tripodus-laevis-Zone eingenommen. Für die Zone charakteristisch sind Pteracontiodus cryptodens, Triangulodus? sp. und das namensgebende Taxon Tripodus laevis, das aber erst 10 Zentimeter unterhalb der Hangendgrenze auftritt. Die restlichen Taxa sind alles Durchläufer wie beispielsweise Acodus deltatus, Aloxoconus sp. A Smith, Cristodus loxoides, Diaphorodus delicatus, Drepanoistodus aff. forceps, Drepanoistodus angulensis, Drepanodus arcuatus, Drepanoistodus? concavus, Oneotodus costatus, Parapanderodus striatus, Paraserratognathus abruptus, Scolopodus emarginatus und Ulrichodina abnormalis.

### Gastropoden
Auch die Gastropoden sind recht zahlreich vertreten. Zugegen sind die Taxa Ceratopea canadensis, Donaldiella cicelia, Ectomaria adventa, Ectomaria orientalis, Eobucania palinurus, Holopea sp., Hormotoma artemisia, Murchisonia adelina, Murchisonia anna, Murchisonia antiqua, Murchisonia gracillima, Murchisonia (Hormotoma) gracillima, Murchisonia perangulata, Pleurotomaria etna, Pleurotomaria laurentina und Pleurotomaria turgida. Als Rostroconchia erscheint Euchasma blumenbachi.

## Tektonik
Die Croisaphuill-Formation, deren Schichtung generell um 20° nach Südost einfällt, wird von Bruchtektonik betroffen. Die Brüche folgen hierbei vorwiegend den Richtungen Ostnordost, Ost und Ostsüdost. Die Ostsüdost-streichende Verwerfung am Ansatz zur Landspitze Faraidh Head durchschlägt die gesamte Schichtfolge der Durness Group. Am Kontakt trifft die Croisaphuill-Formation jetzt auf ursprüngliche höherliegende Deckengesteine der Moine Supergroup, die entlang der Störung auf ihrer Nordseite tektonisch abgesenkt wurden. Diese Gesteine der Moine Supergroup waren mittels der Moine Thrust Zone eingeschoben worden. Die Bewegungsrichtung der vor 430 Millionen Jahren im Silur angelegten Überschiebungen war vorwiegend nach Westnordwest bis Nordwest ausgerichtet.
Erst viel später im Perm und in der Trias kam es zu Krustendehnung und das überfahrene Schichtpaket mitsamt seiner Schublast brach staffelförmig anhand von Nordnordost- bis Nordost-streichenden Verwerfungen als Halbgräben ein. Dieser strukturell noch relativ einfache Halbgrabenbau wurde sodann von den eingangs erwähnten Querbrüchen und Verwerfungen weiter zerhackt.

## Alter

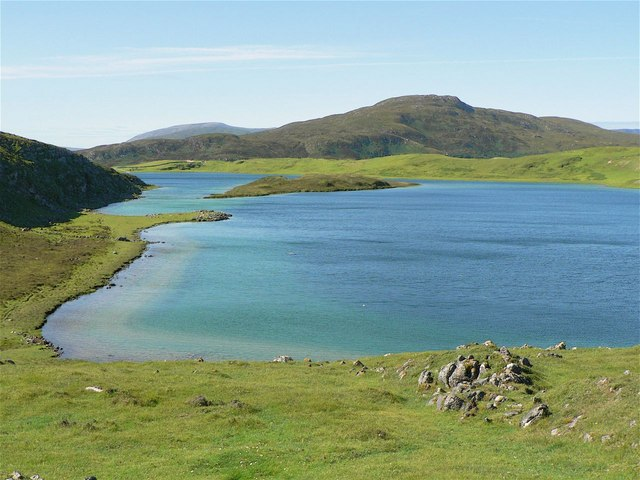
Loch Borralie mit dem Typusprofil entlang der Ostseite des Sees

Die Croisaphuill-Formation ist mit der ordovizischen Stufe des Floiums identisch, sie endet mit Beginn des Dapingiums. Sie überdauerte somit den Zeitraum 477,7 bis 470 Millionen Jahre oder eine Gesamtdauer von 7,7 Millionen Jahren. Als Zwischenmarkierung dient der Beginn der Oepikodus-communis-Zone, der mit 475,5 Millionen Jahre datiert wurde – was dem Meeresspiegelhochstand Flo 1 entspricht.

## Zusammenschau
Die Croisaphuill-Formation ist die vorletzte Formation der kambrisch-ordovizischen Durness Group, die dem Hebriden-Terran aufliegt. Das Hebriden-Terran war während dieses Zeitabschnitts Teil des südöstlichen Kontinentalrandes Laurentias und somit integraler Bestandteil der Great American Carbonate Bank (Große Amerikanische Karbonatbank), auf der über den gesamten Nordamerikanischen Kontinent hinweg auf nicht-uniformitarische Weise Karbonate zur Ablagerung kamen. Der nordwestschottische Kontinentalrand war hierbei eine östliche Fortsetzung des westlichen Neufundlands, der seinen weiteren Anschluss im Nordosten Grönlands fand.
Die Schichtenabfolge der Formation wird neuerdings der laurentischen Supersequenz Sauk IIID zugeordnet, welche die gesamte Balnakeil-, die Croisaphuill und die Durine-Formation umfasst – insgesamt 568 Meter an Karbonaten. Ihr transgressiver Systemtrakt befindet sich in der Balnakeil-Formation. Der untere Abschnitt der Croisaphuill-Formation ist sodann der fossilreichste Anteil von Sauk IIID und besteht aus subtidalen, durchwühlten, dolomitischen Kalken in Fleckenfazies. Es fehlen hier aber gut ausgeprägte Parasequenzen, dennoch hatte sich im Liegenden der Fleckenfazies die Maximalflutung (MFZ) eingestellt – genauer in der Conodonten-Biozone Oepikodus communis. Im oberen Abschnitt der Croisaphuill-Formation erscheinen sodann wieder gut definierte Parasequenzen. Sie sind leider meist nur recht schlecht aufgeschlossen. Als Abdeckung besitzen sie peritidale, linienförmige Laminite. Ins Hangende übernehmen schließlich Dolomite.
Der Hochstand-Systemtrakt (HST) von Sauk IIID ist außergewöhnlich mächtig ausgebildet. Dies lässt vermuten, dass die Subsidenzbewegungen am Kontinentalrand nachgelassen hatten und für einen längeren Zeitraum von 2 Millionen Jahren – von der Reutterodus-andinus-Zone bis zur Histiodella-altifrons-Zone (bereits in der Durine-Formation gelegen) – nur noch wenig an Akkomodationsraum zur Verfügung stand. Raine und Smith (2012) vermuteten, dass diese Einschränkung der Subsidenz und des Akkomodationsraumes bereits mit dem Beginn der Grampian Orogeny (im höheren Ordovizium, etwa 475 bis 465 Millionen Jahre) in Zusammenhang stand, welche das benachbarte Northern-Highlands-Terran ergriffen hatte. Die Überschiebungen in westnordwestlicher bis nordwestlicher Richtung entlang der Moine Thrust Zone erfolgten dann erst später um 430 Millionen Jahre während der Skandischen Orogenese und inkorporierten die Sedimente der Durness Group und der Ardvreck Group teils in verschiedene Überschiebungsbahnen, vor allem entlang der Moine Ground Thrust.